# St Columbkille’s Roman Catholic Church

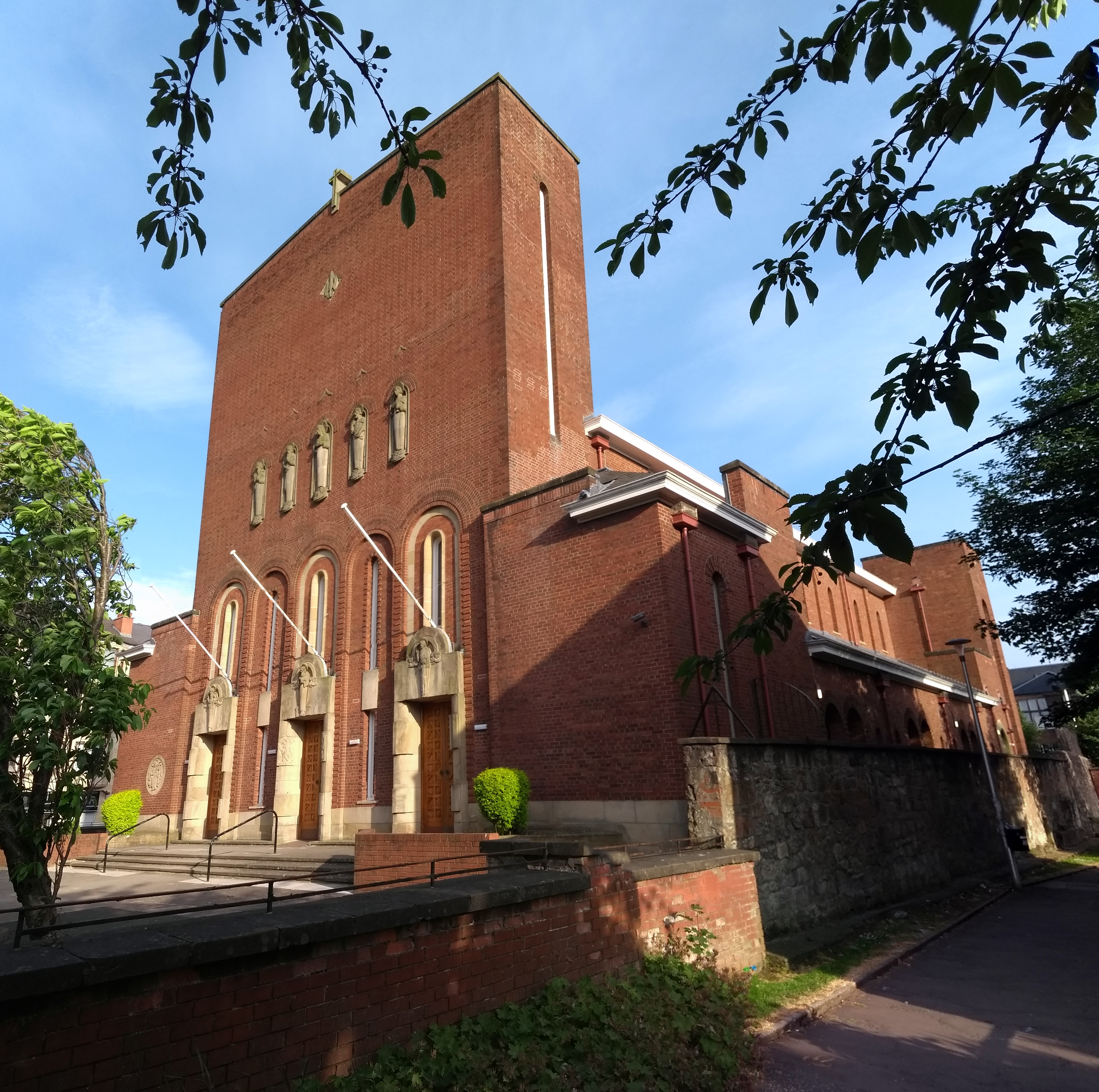
St Columbkille’s Roman Catholic Church

Die St Columbkille’s Roman Catholic Church ist ein römisch-katholisches Kirchengebäude in der schottischen Stadt Rutherglen in der Council Area South Lanarkshire. 1992 wurde das Bauwerk in die schottischen Denkmallisten in der höchsten Denkmalkategorie A aufgenommen.

## Geschichte
Im Jahre 1851 wurde die Kirchengemeinde etabliert. Sie nutzte eine nahe der heutigen gelegenen Kirche. Mit dem Zuzug irischer Einwanderer und der Binnenimmigration aus den Highlands bot das Gebäude in den 1930er Jahren nicht mehr genug Raum für die angewachsene Gemeinde. Es wurde ein Kirchenneubau mit 600 Sitzplätzen beschlossen. Nach einem Entwurf von Gillespie, Kidd & Coia wurde die heutige St Columbkille’s Roman Catholic Church zwischen 1934 und 1940 erbaut. Im selben Jahr wurde sie konsekriert.

## Beschreibung
Die St Columbkille’s Church steht an der Einmündung der Kirkwood Street in die Main Street im Norden von Rutherglen, direkt gegenüber den beiden anderen (älteren) Denkmal Kategorie  A-geschützten Gebäuden der Stadt: das Rathaus von Rutherglen und der Rutherglen Tower. Das Mauerwerk der länglichen roten Backsteinkirche ist teils mit Naturstein abgesetzt. Straßenseitig zeigt sich eine ernst und massiv wirkende Fassade mit fünf rundbögigen Aussparungen mit länglichen, schmalen Fenstern. Auf den äußeren sowie der Zentralachse sind Holzportale eingelassen. Oberhalb der Bögen zeigen fünf Skulpturen von Archibald Dawson in Aussparungen Christus und die vier Evangelisten. Die Seitenfassaden sind komplex aufgebaut. Die teilweise zu Drillingen gekuppelten Rundbogenfenster zeigen Inspirationen aus der romanische Architektur. Das schmale, kurze Querhaus ist eher angedeutet. Ein schiefergedecktes Satteldach sitzt auf.